# Инкхундла
Инкхундла (свати iŋkʰunɮʱa) — это административное подразделение второго уровня (после округов), меньшее, чем округ, но большее, чем умфакаци (или «вождество»). В Эсватини 55 инкхундла: 14 в округе Хохо, 11 в округе Лубомбо, 16 в округе Манзини и 14 в округе Шиселвени. Согласно конституции Эсватини, правительство Эсватини является демократической, основанной на участии системой инкхундла, которая подчеркивает передачу государственной власти от центрального правительства в районы инкхундла и индивидуальные заслуги как основу для выборов или назначения на государственную должность. Система является беспартийной, поскольку конституция не признает политические партии, хотя раздел 25 конституции допускает открытую свободу собраний и ассоциаций. Каждый инкхундла избирает одного представителя в Палату собрания Эсватини. Та же тенденция применяется на выборах в местные органы власти. Эта система управления была разработана королем Собузой II при содействии политологов и юристов. Она вступила в силу в 1978 году и была скорректирована в начале 1990-х годов.

## История
Концепция правительства инкхундла берет свое начало со Второй мировой войны, во главе с принцем Дабеде из королевской резиденции Гундввини и Ндвуной Мфундзой Джоном Брайтвеллом Сукати из королевской резиденции Забени. Они были частью группы ветеранов-солдат свази, которые вернулись с Ближнего Востока после войны в 1945 и 1946 годах. Эти солдаты провели некоторое время с Его Величеством Королем Собузой II, рассказывая о своем опыте, полученном на морских побережьях Африканского континента во время британской военной кампании от морского порта Дурбан до Триполи в Северной Африке. Они рекомендовали, чтобы экономика Свазиленда оправилась от разрушений войны, были созданы общественные центры и мобилизована поддержка усилий Короля по обеспечению пропорционального развития страны. Это также укрепило бы и усилило национальные стратегии безопасности.
В 1977 году Комиссия по делимитации, назначенная Королем Собузой II, выступила с рекомендацией о двадцати двух центрах инкхундла. Первые созданные инкхундла возглавлял Tindvuna te Tinkhundla, все они были бывшими солдатами, назначенными Его Величеством Королем Собузой II.
В 1979 году количество центров инкхундла было увеличено с 22 до 40, поскольку было обнаружено, что большинство людей не посещали и не участвовали в собраниях инкхундла. В 1993 году количество центров инкхундла было увеличено до 55 в соответствии с рекомендациями Комиссии по разграничению, назначенной Его Величеством Королем Мсвати III. Эта комиссия была создана на основе вклада людей в консультативных комиссиях, которые возглавляли принц Маситсела, принц Махлаленгангени и принц Гудуза.

## Роль управления
Система подчеркивает передачу государственной власти от центрального правительства к инкхундла, в то время как индивидуальные заслуги являются основой для выборов и назначения на государственную должность. В целом, инкхундла стимулируют развитие сообщества на низовом уровне, координируя и продвигая хорошие отношения между правительством и неправительственными организациями (НПО), работающими на уровне инкхундла. Они также обеспечивают связь между сообществами и правительством, а также другими агентами развития, чтобы гарантировать отзывчивость всех национальных политик на потребности людей. В процессе они создают гармонию между всеми агентами, предоставляющими услуги в рамках этого инкхундла.
Министерство администрации и развития инкхундла имеет мандат на содействие управлению развитием региона и содействие предоставлению услуг на уровнях инкхундла и вождества. Инкхундла являются основой для процесса планирования развития снизу вверх и предоставления местных услуг в партнерстве с центральным правительством. Основная область внимания в этом процессе — разработка, реализация, мониторинг и оценка комплексных планов развития на основе фактических данных, финансируемых за счет грантов на развитие и бюджета центрального правительства, где это применимо. Министерство также имеет мандат на улучшение производительности и эффективности администрации и управления регионами, комитетами инкхундла и вождествами.

## Экономическая роль
Центры инкхундла являются точками экономического роста. Власти активно выделяют деньги в центры инкхундла. Первоначально эти средства составляли 70 000 евро на инкхундлу, но позже они были увеличены до 130 000 евро. Это покрывает оплату коммунальных услуг, канцелярских товаров и мелкого ремонта офисов тинкхундлы.